# Diadema Argentina

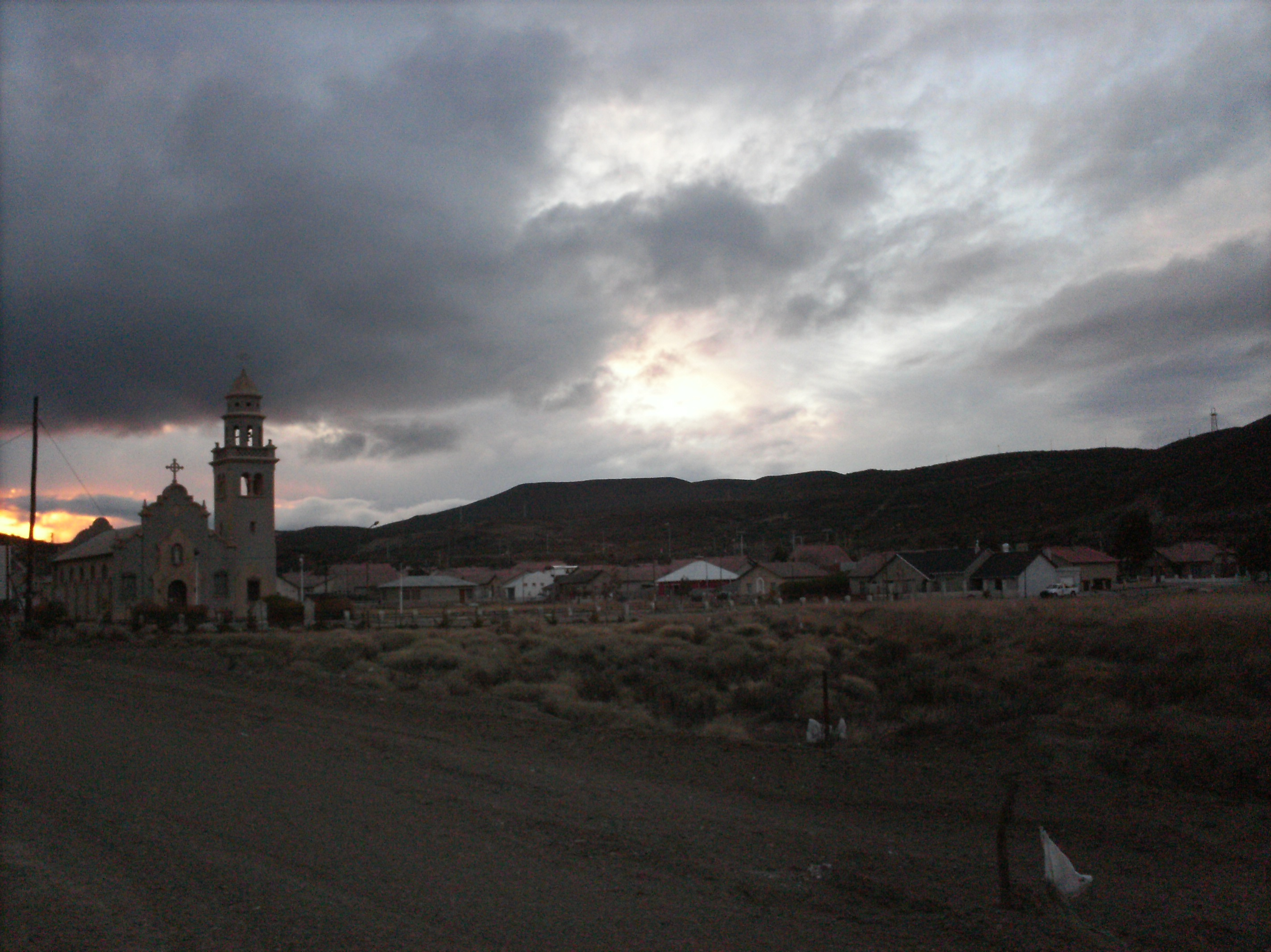
Vista desde la exestación al poblado.

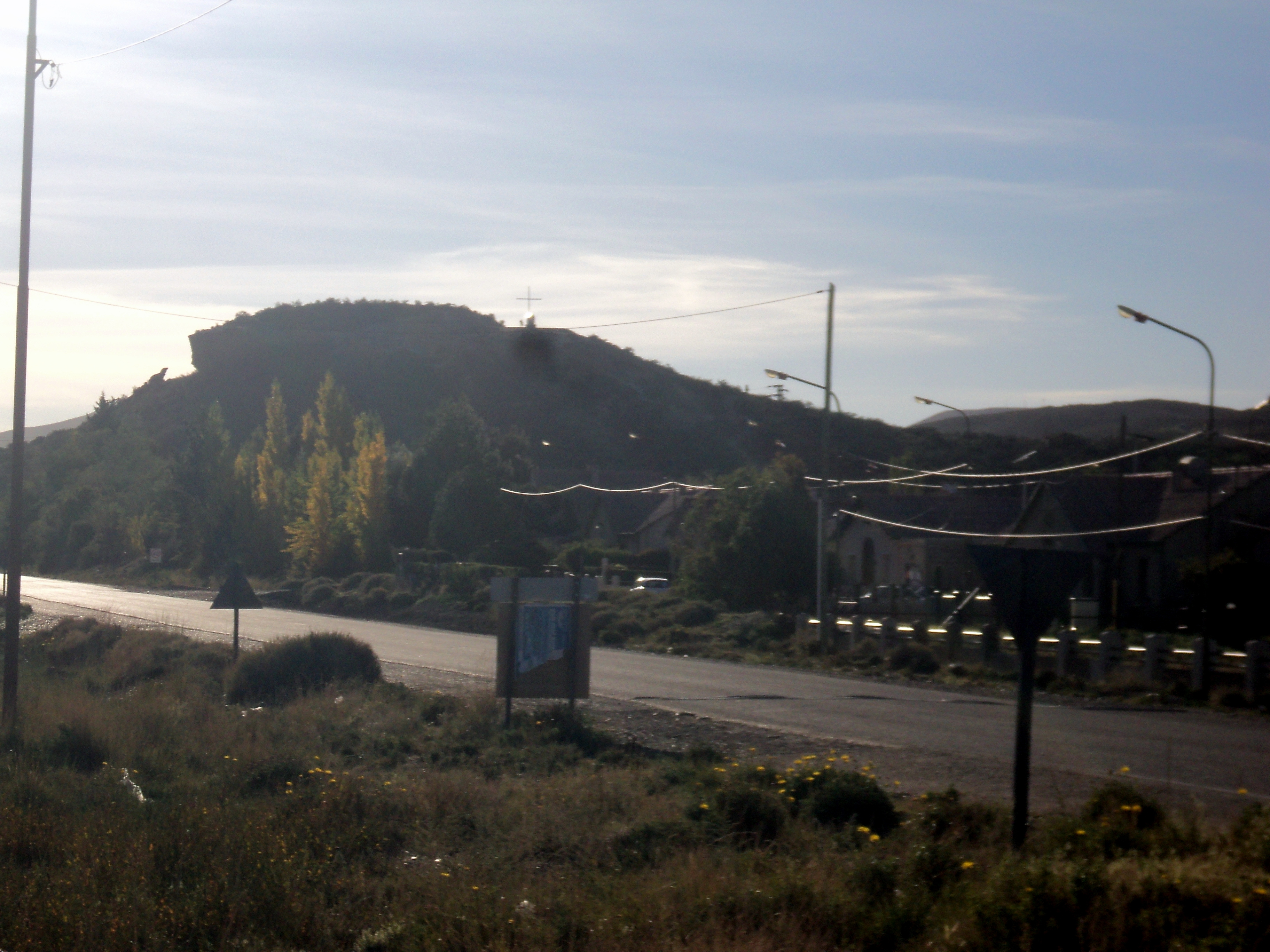
Pequeño cerro Piedra de la Osa que bordea parte de la localidad. Su nombre se debe a que junto a la elevación hay una piedra que tiene forma de osa desde la distancia.

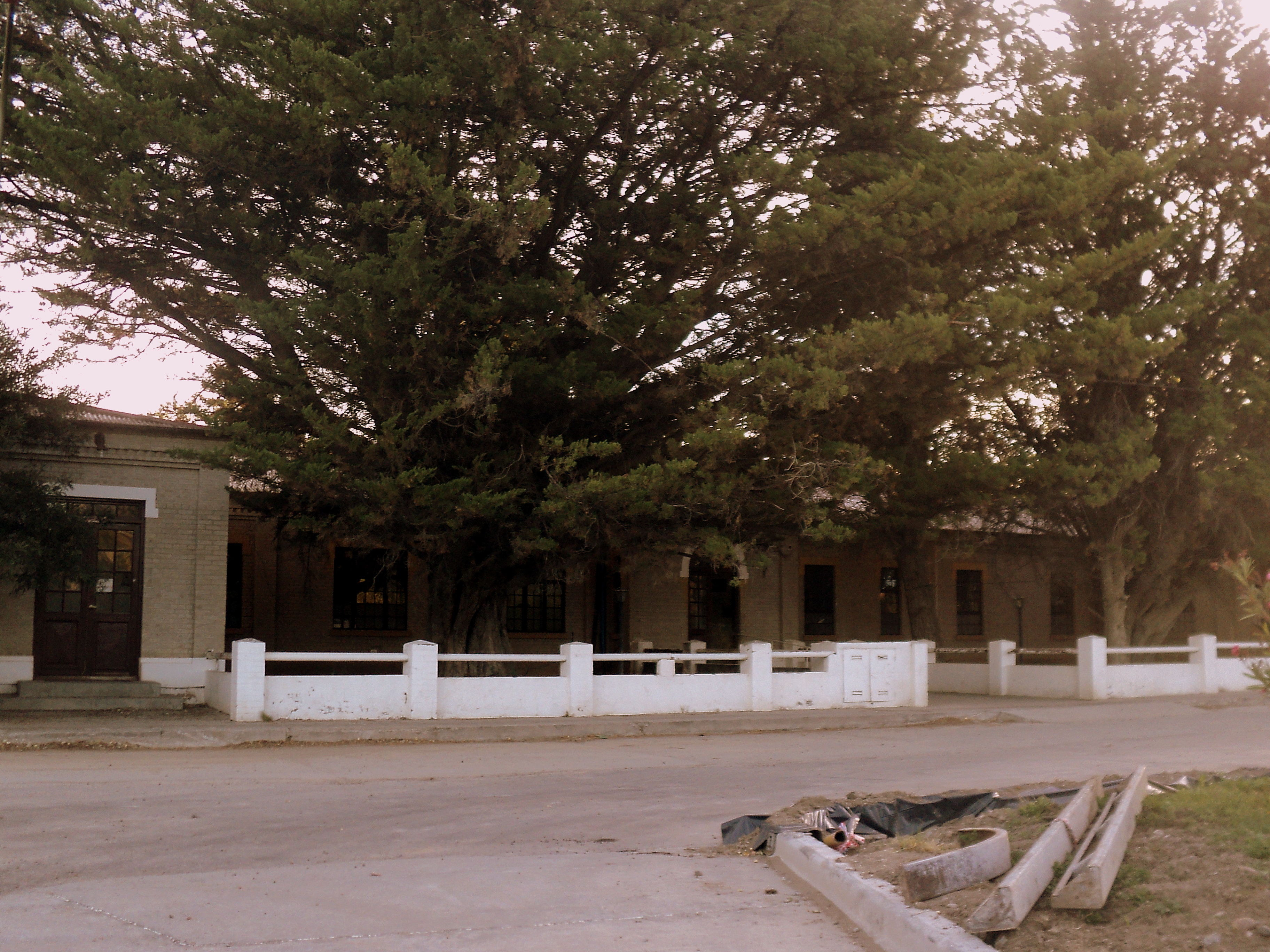
El tradicional hospital rural de Diadema.

Diadema Argentina, también nominada en Comodoro de forma simple «Diadema» y de modo más coloquial como «Km 27», es una localidad dedicada al petróleo y la energía eólica en el departamento Escalante, provincia del Chubut, Argentina. Aunque no integra el aglomerado de Comodoro Rivadavia, sí es un barrio integrante del municipio de la ciudad petrolera. Por su distancia a 24 kilómetros del centro del aglomerado es considerado una localidad rural. Su principal vía de conexión es la RP 39.
Con la llegada de la industria petrolera se inició un campamento petrolero, que luego terminó generando un pueblo  y que finalmente terminaría siendo un barrio histórico de Comodoro Rivadavia. El barrio posee una forma única que lo diferencia de cualquier barrio, ya que posee viviendas de piedra o ladrillos blancos que le dan una elegante apariencia europea de estilo holandés que aún sobrevive.

## Toponimia
La localidad tomó su nombre de la compañía petrolera Diadema Argentina precursora del desarrollo de la zona. En tanto, su otro apodo de Km 27 fue tomado del kilometraje de las vías desde la estación matriz hasta aquí, que era de 26,9 kilómetros con un evidente redondeo. Este segundo nombre llegó a sustituir al oficial en muchos informes y documentos.

## Historia

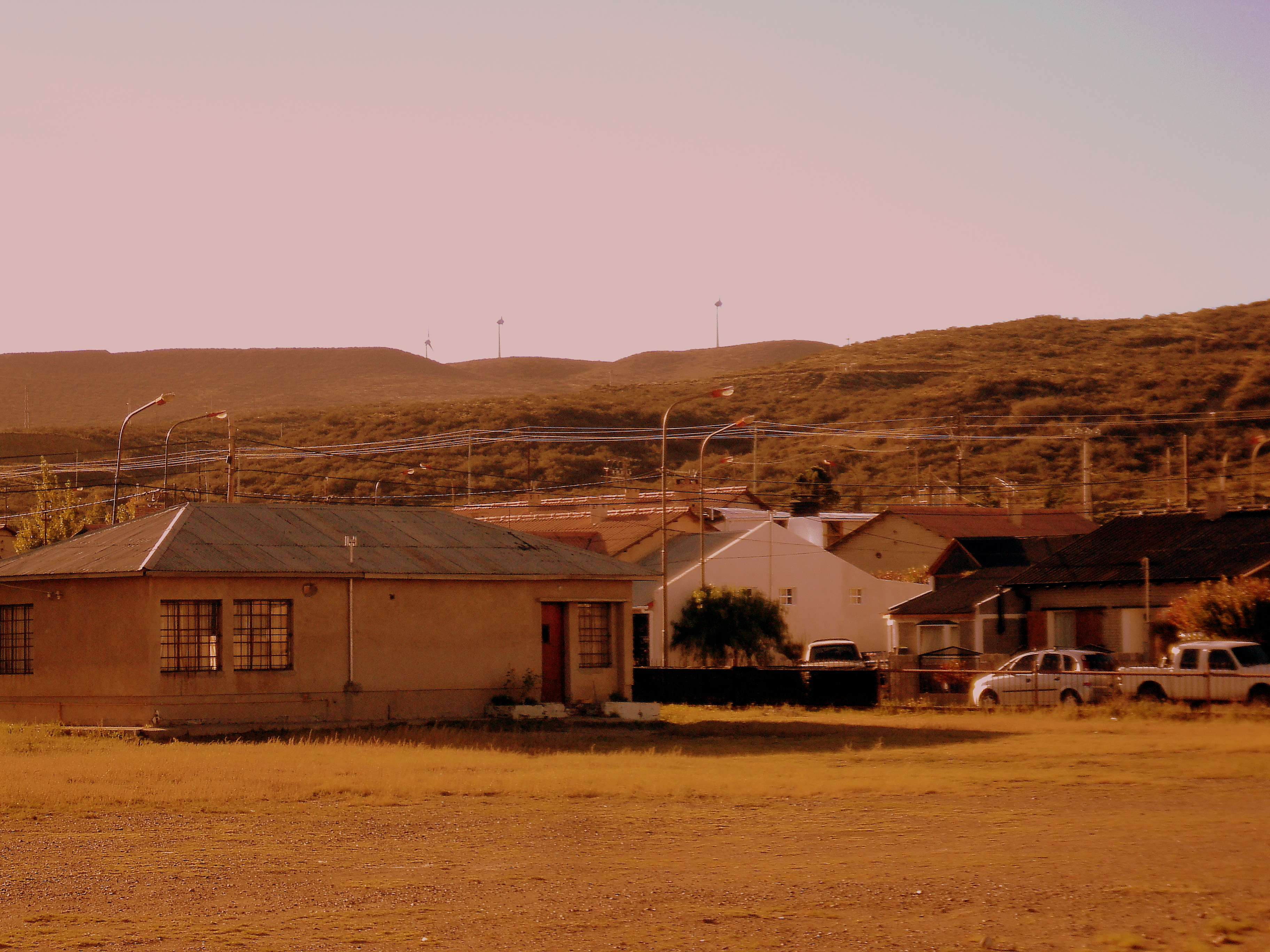
El parque eólico en lo alto, en lo bajo casas tradicionales de Diadema

En 1917 la compañía anglo-holandesa Shell comenzó las gestiones para obtener un permiso de exploración y explotación en la Cuenca del Golfo de San Jorge, en un área de 9.406 hectáreas, situadas en torno al kilómetro 27 del ferrocarril Comodoro Rivadavia a Colonia Sarmiento. El mismo se obtuvo finalmente en 1921.
Fue así que esta localidad nació en el año 1921 a partir de la explotación de la Compañía Royal Dutch Shell, la cabecera operacional se estableció en el kilómetro 27 del ferrocarril Comodoro-Sarmiento donde se encontraba la estación Diadema Argentina, y cuyos rieles del ferrocarril corrían paralelos a la ex ruta 26 llamada "camino Real" que continuaba hacia Pampa del Castillo, Holdich, Sarmiento y Esquel.

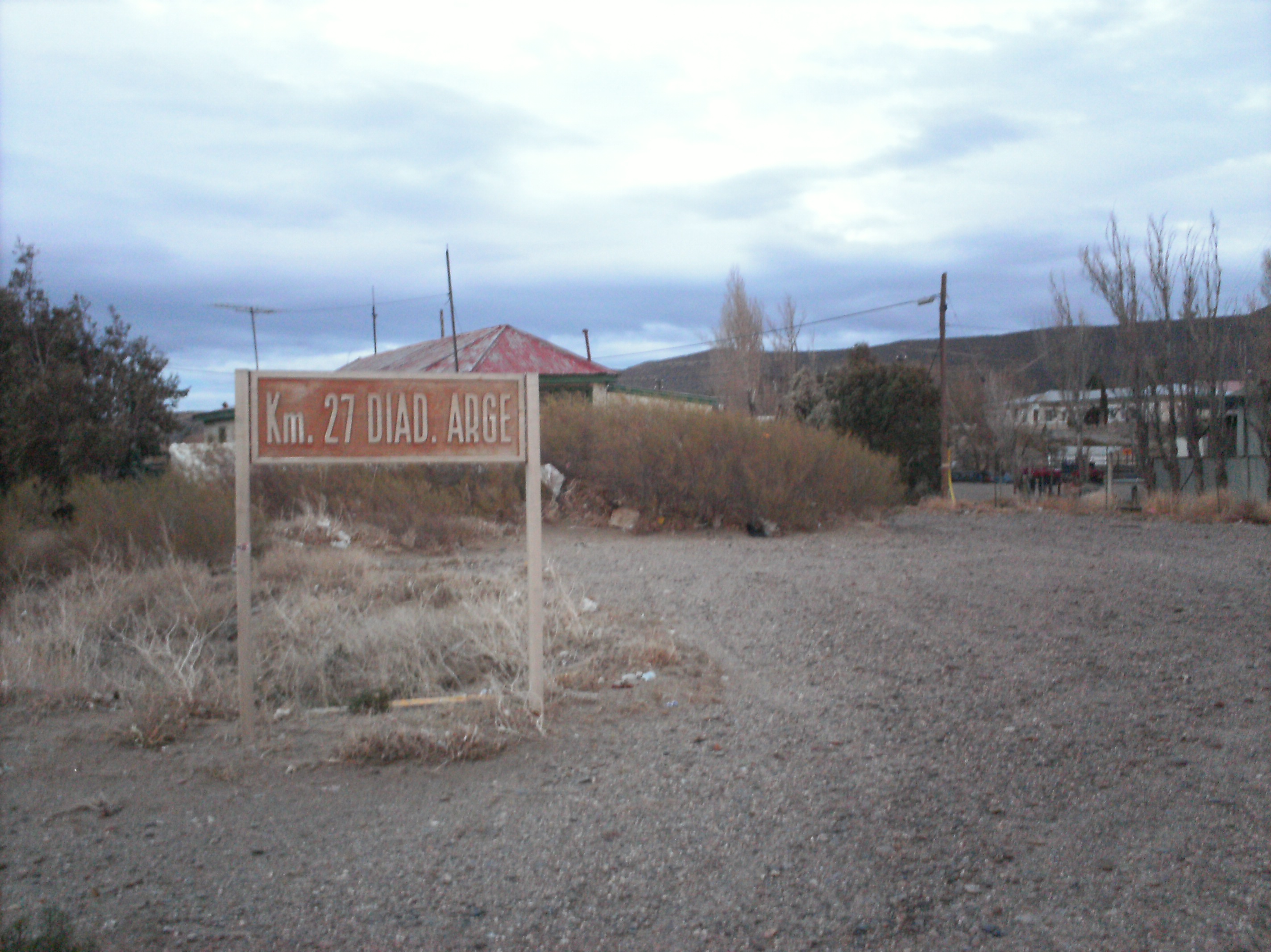
El apodo o nombre alternativo de este barrio. El letrero era el cartel nomenclador de la exestación, hoy desaparecido.

El 9 de noviembre de 1922 se aprobaron los estatutos de la Shell Argentina Oil Company (S.O.C. Argentina) y también fue el año de inicio de las operaciones de perforación mediante el sistema de percusión. Gran parte de las construcciones de materiales se realizaron con los ladrillos de la fábrica de Astra desde 1935 gracias al Ferrocarril de Comodoro Rivadavia que unía estas localidades. La zona de Diadema se vio ampliada cuando se descubrieron entre 1928 y 1936 el verdadero tamaño del yacimiento.

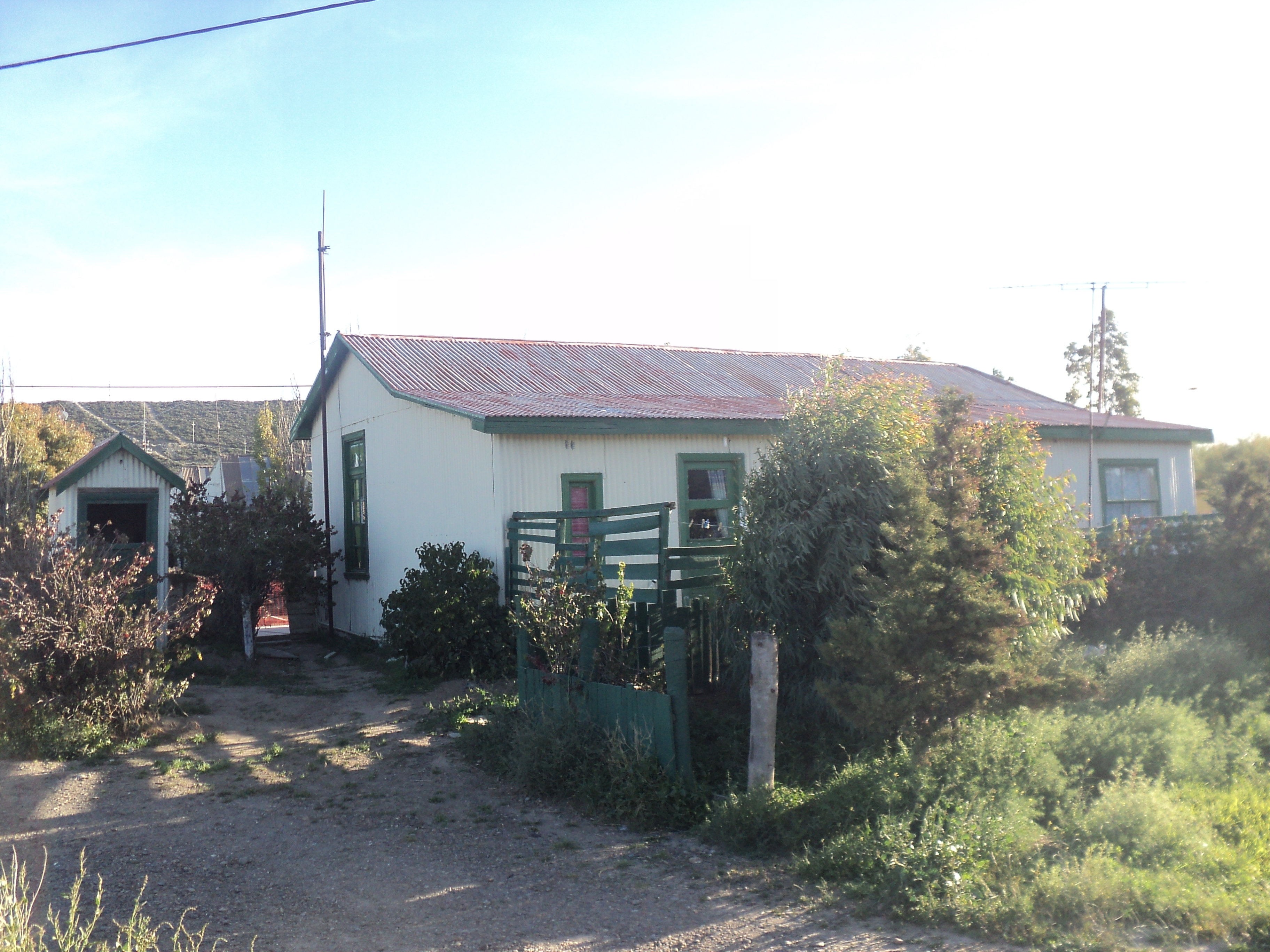
La exestación restaurada en años recientes, convertida en vivienda familiar. Hoy deshabitada.

En el comienzo el campamento se distinguía porque obreros solteros habían sido alojados en galpones que tenían 10 o 20 habitaciones. Para los de más antigüedad, categoría y comportamiento, la empresa construyó chalets de 8 habitaciones. Para 1925 comenzó la explotación en el pozo A-1 de Diadema, el nombre con que la empresa operaba en el Upstream. 
Además contaba con la limitación de alambrado y tranquera, que cruzaban la antigua traza de la ruta 26, restringiendo el camino para que nadie que no perteneciera a la compañía ingresara. Para el 15 de diciembre de 1927 se censa el personal con un total de 443 operarios, el campamento se volvió un organizado pueblo, pero una gran cantidad de los habitantes eran inmigrantes de Europa. En esos años, sobre el faldeo de la loma donde se destaca la «roca de los nombres», la compañía construyó el barrio para obreros casados que se denominaría «barrio zanjón» o «de la loma».
En 1924 contó con su propia sala de primeros auxilios, y ya para 1934 edificó el hospital de ladrillos cuyos servicios fueron considerados de excelencia. El edificio de la administración ya estaba concluido en 1924, realizado íntegramente con ladrillos blancos, y se ampliaría en 1950.
En 1928 realizó los primeros envíos de crudo propio a Buenos Aires, iniciando un proceso de crecimiento ininterrumpido de la producción, que debió acelerarse para sustituir las importaciones, prácticamente paralizadas durante la Segunda Guerra Mundial.
En el barrio central también se concentraban los comercios del campamento, que contó desde 1928 con su propia sucursal de La Anónima, alojada en el predio que antes ocupara la “Fonda y Ramos Generales” de Jacobacci, al lado de la panadería que administraba la propia compañía. El barrio contaba además con librería, mercería, peluquería y zapatería. La “casa de huéspedes” donde se alojaba a las visitas importantes también se construyó en el sector, pero distanciada del resto de los edificios y rodeada de su propio parque.
En octubre de 1931, las reclamaciones de los empleados llevaron a la compañía a la construcción del edificio de la Escuela 42. Iniciando su labor el 20 de mayo de 1933 con 33 alumnos. En 1933 se fundó el Club Argentino Diadema, con un equipo de fútbol que participaba en torneos locales. El campamento contaba además con canchas de tenis, de básquet y de bowling, con un campo de golf y con una pileta climatizada construida en 1952, que se conserva en buen estado. 
Desde 1935 se inicia la construcción de las mayoría de los edificios con ladrillos de Astra, El 17 de junio de 1945 se inauguró la iglesia de Santa Bárbara. En sus alrededores se construyó el «barrio iglesia», para obreros casados.
La Confitería Diadema, junto a la gamela y el Shell Bar constituían el principal circuito de esparcimiento para los trabajadores de la compañía. La pileta climatizada que todavía hoy es orgullo del barrio se comenzó a construir en 1952 y se concluyó dos años más tarde.
En 1950, el Yacimiento Diadema cumplía 25 años, alcanzando un volumen de 11.500.000 m³ de petróleo producidos.
En 1955 la compañía realizó el pozo exploratorio más profundo que se había practicado hasta entonces en la Cuenca del Golfo San Jorge, pero al alcanzar los 3872 el trépano se clavó en la formación rocosa y la operación debió abandonarse, no obteniéndose resultados positivos. En los años sucesivos años disminuyó progresivamente el ritmo de la perforación 
Para 1959 los pozos petroleros se fueron agotando y Shell debió prescindir de la mano de obra sobrante. El personal despedido debió volver a sus países de origen y muchas casas fueron quedando vacías. Temerosos de que las casas se vinieran abajo si las abandonaban, los ejecutivos de la compañía comenzaron a alquilar las viviendas a gente que no trabajaba en la empresa. Gracias a ellos nuevos vecinos foráneos atraídos por bajos alquileres que incluían: gas gratis, servicios de recolección de basura, barrido y limpieza. A partir del 15 de enero de 1960 comenzó el lento abandono del yacimiento con el E-86, último pozo perforado por la Shell.
En 1965, Sip de Witt, administrador de la empresa, comenzó a realizar una serie de sondeos para medir el interés de los pobladores en comprar las casas que arrendaban. Sin embargo, no se llegó a ninguna solución dado que la casa central se demoraba en la resolución. De todas maneras, las gestiones se repitieron nuevamente en varias oportunidades. En 1968, la compañía inició tratativas con la provincia, sin que se llegara tampoco a ningún acuerdo. Ya para 1969 se obtuvo una tasación de la venta que ofreció: varias viviendas de 60 metros cubiertos en 170 mil nacionales. En tanto, otras más grandes de 196 metros y amplio terreno, fueron tasadas en 600 mil pesos viejos. De inmediato, lo barato de estas cotizaciones produjo un revuelo en todo el pueblo. De forma rápida, los vecinos decidieron formar una cooperativa, solicitar un préstamo al banco provincial y adquirir el pueblo íntegro. En noviembre de 1969, en ocasión de una visita del gobernador de Chubut a Comodoro Rivadavia el contralmirante (R) Jorge Rafael Costa apoyó la idea. Se decidió que a través Banco de la provincia de Chubut, se daría soporte financiero y jurídico de la institución. No obstante, casualmente Shell adeudaba a la provincia en concepto de regalías una suma similar a la que pretendía. Se arribó a la solución de que los vecinos se harían cargo de la deuda a cambio de que la compañía nos entregara el pueblo. Finalmente, El 28 de octubre de 1970, los diademenses —reunidos en cooperativa— decidieron concretar la compra más especial de toda la historia de Chubut: adquirieron el pueblo íntegro. El precio pagado fue de 220 millones de pesos a abonar, con intereses bancarios, en un plazo de diez años. El conjunto de lo adquirido incluyó:
- 236 viviendas.
- Hospital.
- 2 clubes.
- Escuela
- Comisaría.
- Pileta de natación cubierta y con agua caliente (sólo había dos en toda la Patagonia)
- Parques
- Plaza con juegos infantiles
- Central telefónica
- Vivero
- Tambo
- Panadería
- Cinco comercios varios
- Cine con 300 butacas
- Campo destinado a la extracción de agua potable y su correspondiente acueducto de 57 kilómetros.
- Además, se adquirió un monumento a San Martín, bares, boutique y confiterías.[8]

Finalmente, en 1977 se vendió el Yacimiento Diadema a la a Compañía Austral Petrolera S.A, hoy denominada CAPSA (Compañías Asociadas Petroleras Sociedad Anónima). La empresa histórica llegó a producir un total de 21 millones de metros cúbicos de petróleo y contaba con 676 pozos activos.
Hoy en día sus edificaciones de ladrillo calcáreo conservan su elegancia y demuestra un perfecto estado de conservación. Desde décadas recientes la empresa cedió la administración al municipio de Comodoro pasando a ser un barrio de este. En el año 2010, se inauguró el parque eólico Diadema con 7 turbinas eólicas de la marca Enercon E44/900, con una potencia individual de cada motor de 900 kW, y un diámetro 44 m, situados a una altura de 45 m, llegando a una potencia nominal de 6300 kW, la empresa desarrolladora fue Enerco. Con la llegada del parque eólico, la empresa Hychico pudo ser pionera en la instalación de una planta de hidrógeno. La magnitud de la importancia de la producción hicieron que en 2022  sólo Alemania posea una planta de hidrógeno limpio en operación más grande que la de Hychico en Chubut.

## Población
Desde la retirada de la petrolera Shell la localidad vive un estancamiento lento que le hace perder año a año habitantes. En 1957 el Informe del Ferrocarril Patagónico contabiliza 1.500 personas. Tras el censo 1,058 habitantes (Indec, 2001), lo que representa un descenso del 4,5% frente a los 1,117 habitantes (Indec, 1991) del censo anterior. Entre las razones para este éxodo están la gran distancia del Bº Centro, la falta de políticas de viviendas y la caída de explotación petrolera en los 90 ocasionada por el desplome del valor internacional del barril. La población viene contando constantes bajas en 1957 el ferrocarril que la atravesaba contaba alrededor de 1500 habitantes aproximadamente  y lo sumaba al total de las otras localidades, para sacar una cifra de la cantidad de población que atendía.
Es la más distantes del municipio de Comodoro Rivadavia, ubicada a 27 km del centro. En el censo 2001 no integró el aglomerado Comodoro Rivadavia - Rada Tilly, siendo imposible su incorporación para los próximos censos por la gran distancia que la separa del centro de Comodoro. Hoy es considerada por el INDEC como una localidad rural. 

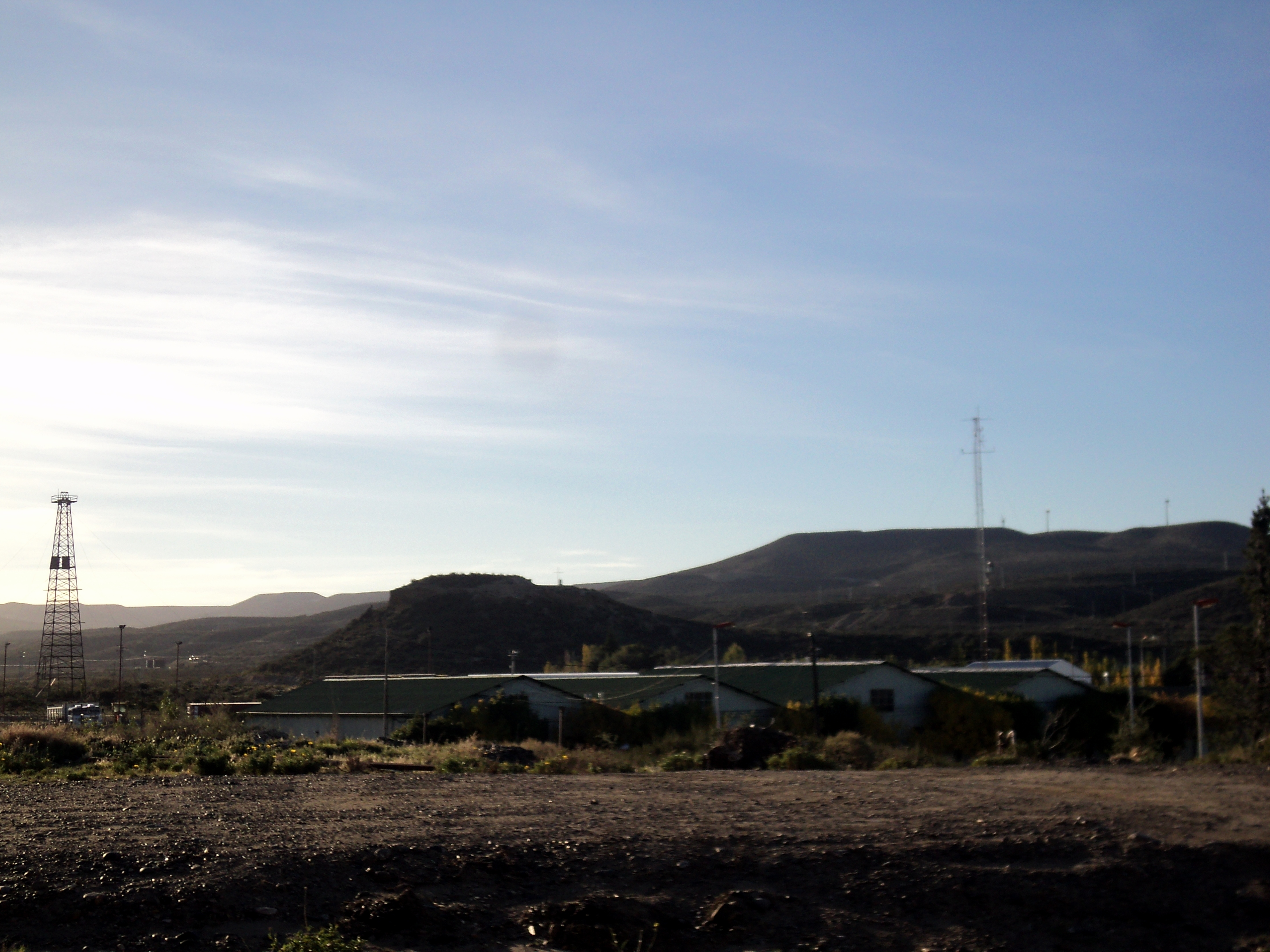
Sector industrial de Diadema

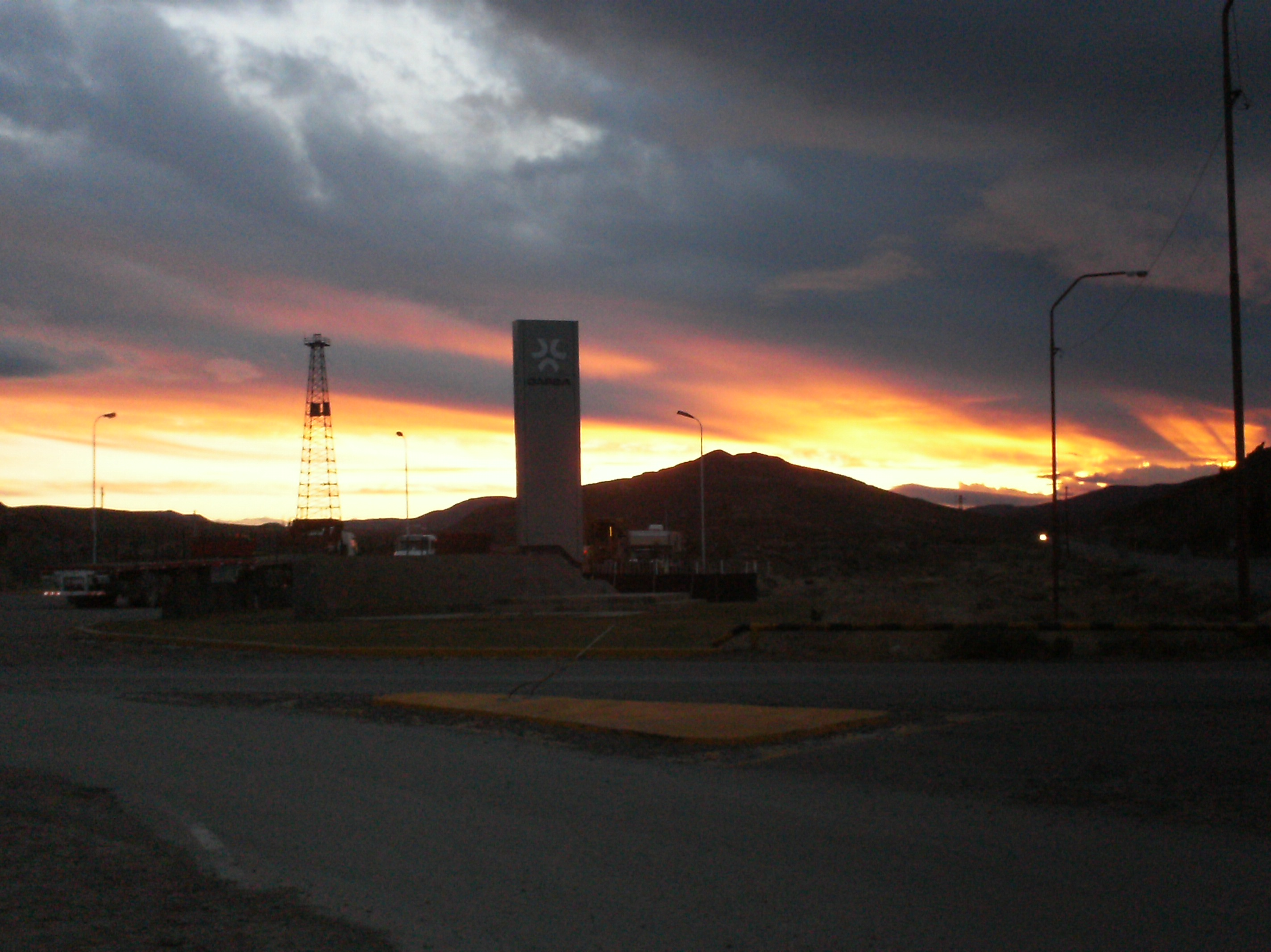
El monumento que fue erigido a Capsa por su labor en Diadema Argentina a la vista de todos.

Para 2010 la localidad recuperó población con un incrementó significativo que arrojó 1.317 habitantes, de los cuales 672 son hombres y 645 mujeres. Esta cifra marca el fin del declive poblacional y un incremento del 2,48 %.
El censo 2022 registró una población de 1398 habitantes que se repartieron entre 711 hombres y 687 mujeres. Sin embargo, las cifras obtenidas fueron estimativas solo teniendo en cuenta a la población en viviendas particulares; es decir, excluyendo del dato a la población institucional y las personas sin hogar.Gracias a este censo también fue posible conocer su densidad y tamaño urbano.
| Gráfica de evolución demográfica de Diadema Argentina entre 1991 y 2022 |
|                                                                         |
| Fuente: censos nacionales del INDEC                                     |

## Economía
Además de poseer reservas de hidrocarburos explotadas por Capsa. Diadema se desarrolla una actividad única en el país, dado que posee una planta de Hidrógeno: Es un combustible no contaminante y renovable en desarrollo. la planta Experimental de generación de Hidrógeno y Oxígeno que la empresa Hychico S.A –integrante del grupo CAPSA CAPEX, montó en cercanías de Diadema Argentina, un emprendimiento que cuenta con características técnicas que permiten mostrarla al mundo, debido a que existen de tres a cinco similares a nivel internacional.
A escala industrial produce alrededor de 60 m³/h de Hidrógeno y 60 m³/h de Oxígeno por medio de electrólisis del agua y genera energía eléctrica con un motogenerador alimentado por el H2 producido al que se agrega gas natural, o gas con alto contenido de CO2. La energía eléctrica se utiliza en el yacimiento de CAPSA y el Oxígeno es comprimido y comercializado por la empresa Air Liquide S.A. A futuro, el proyecto se integrará con una granja eólica que será instalada en las proximidades de la planta, con lo cual se completará el ciclo renovable de energía alternativa. La planta tiene una superficie aproximada de 1000 m² y está conformada por unidades de tratamiento del agua para el proceso de generación de hidrógeno y Oxígeno; transformación de energía; unidades de purificación de Hidrógeno y oxígeno y almacenaje de ambos gases.
Además, se destaca la energía proporcionada por el viento a través del parque eólico Diadema ubicado a 5 km del Bo. Diadema Argentina. Para 2022 se supo La planta cuenta con dos electrolizadores con una capacidad total de 120 Nm3/h de hidrógeno y 60 Nm3/h de oxígeno. El hidrógeno obtenido es de alta pureza (99,998 %), luego mezclado con gas natural para alimentar un motogenerador de 1,4 MW, que posee un motor de combustión interna adaptado especialmente para operar con gas rico o pobre mezclado con hidrógeno. Las proporciones alcanzadas de hasta un 42% de hidrógeno en mezcla, se encuentran por encima de los rangos internacionales usuales para estos motores de alta potencia. De este modo, se obtienen buenos desempeños en cuanto a rendimientos y reducción de emisiones (CO2, CO y NOx). El oxígeno producido, también es de alta pureza (99,998%), gracias a esto es comercializado a alta presión en el mercado de gases industriales.

## Urbanismo
El barrio cuenta con un legado arquitectónico único en la zona gracias a las construcciones realizadas por Shell durante 1930. Las edificaciones se destacan por tener grandes jardines, ladrillos blancos, techos de chapa metálica y chapa de fibrocemento. Además, muchas casas cuentan con sótano, una particularidad que se encuentra en Europa. Por otra parte, otros de los rastros de la arquitectura típica holandesa que aun perdura está en la cancha de fútbol del Club Atlético Argentinos de Diadema. En la misma se halla una tribuna con techo y es la única en Comodoro, siendo un detalle particular que se encuentra en el fútbol holandés.

## Galería

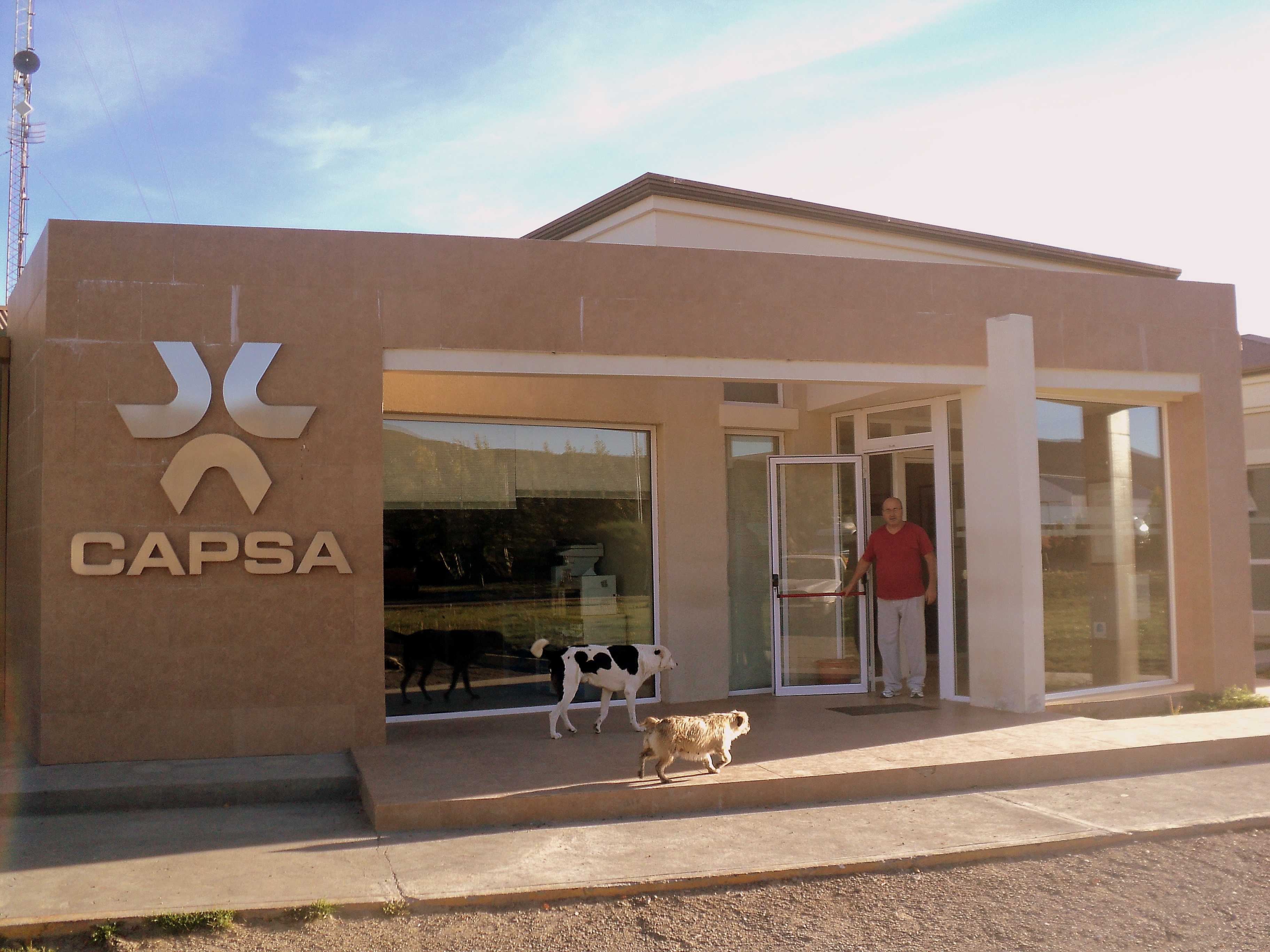
La administración de Capsa en el predio industrial
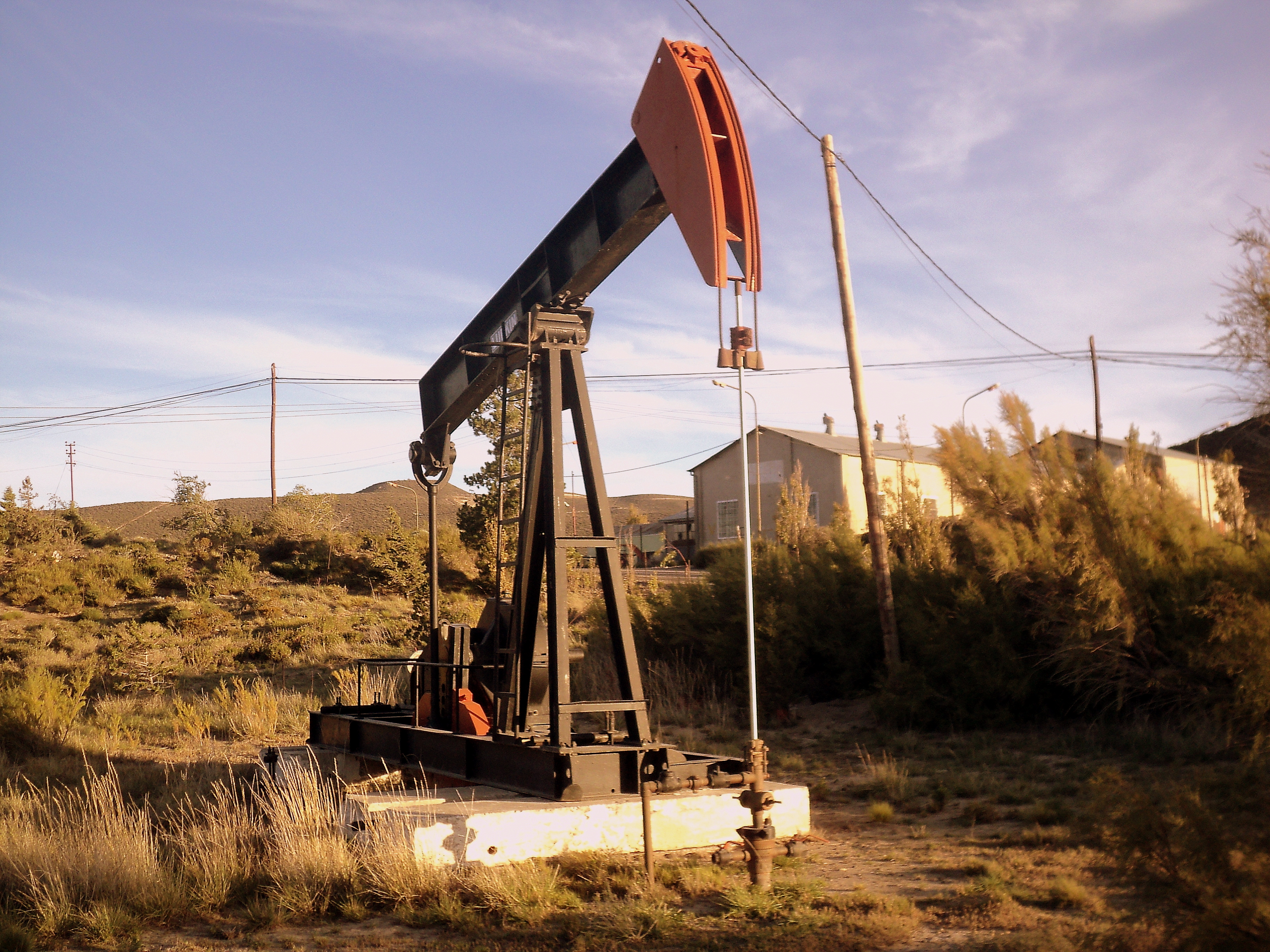
Aparato individual de bombeo Lufkin, aun enclavado en la tierra a modo de monumento
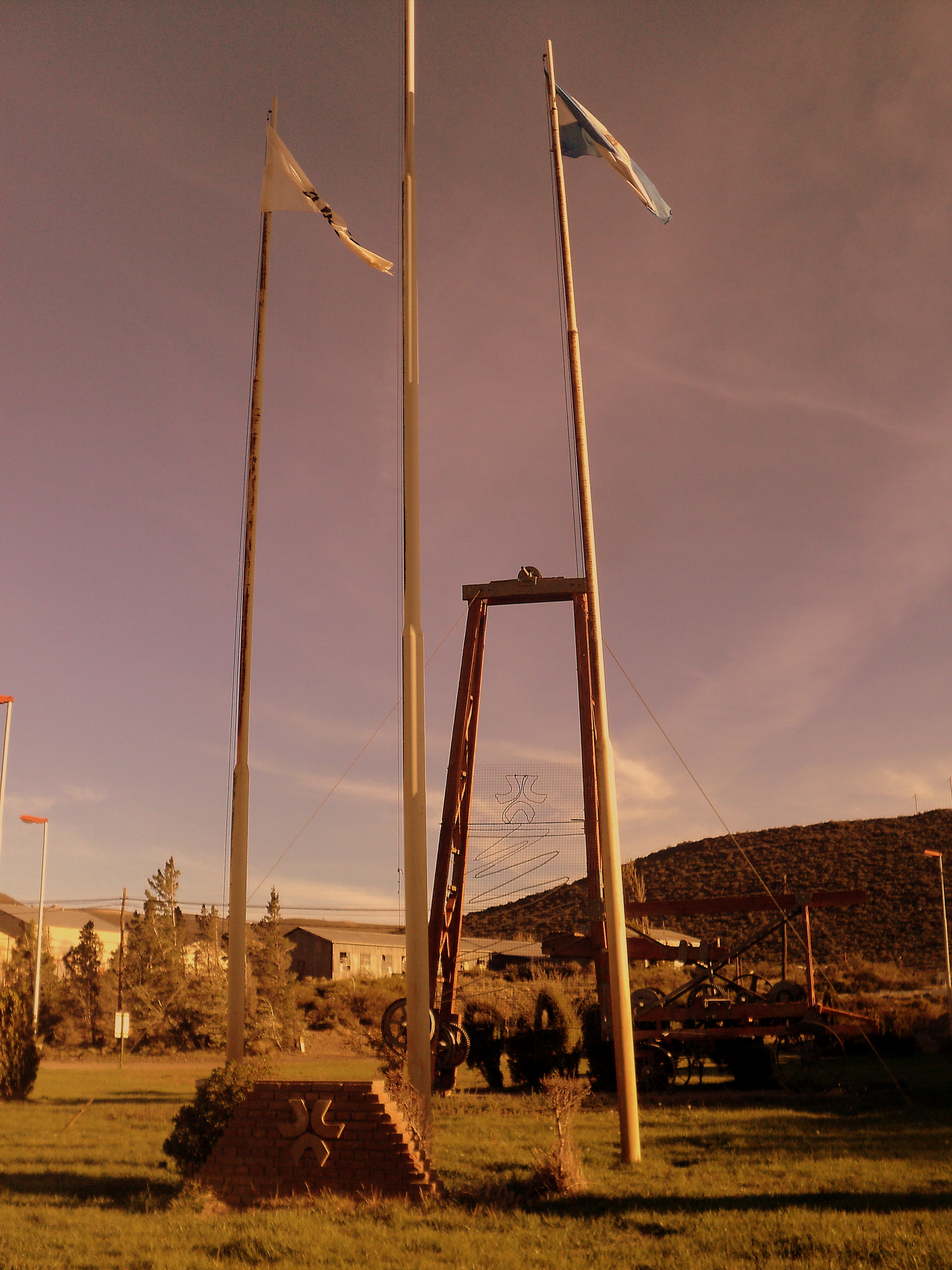
Monumento a Capsa en la entrada de la empresa, con un viejo aparato de extracción de fondo
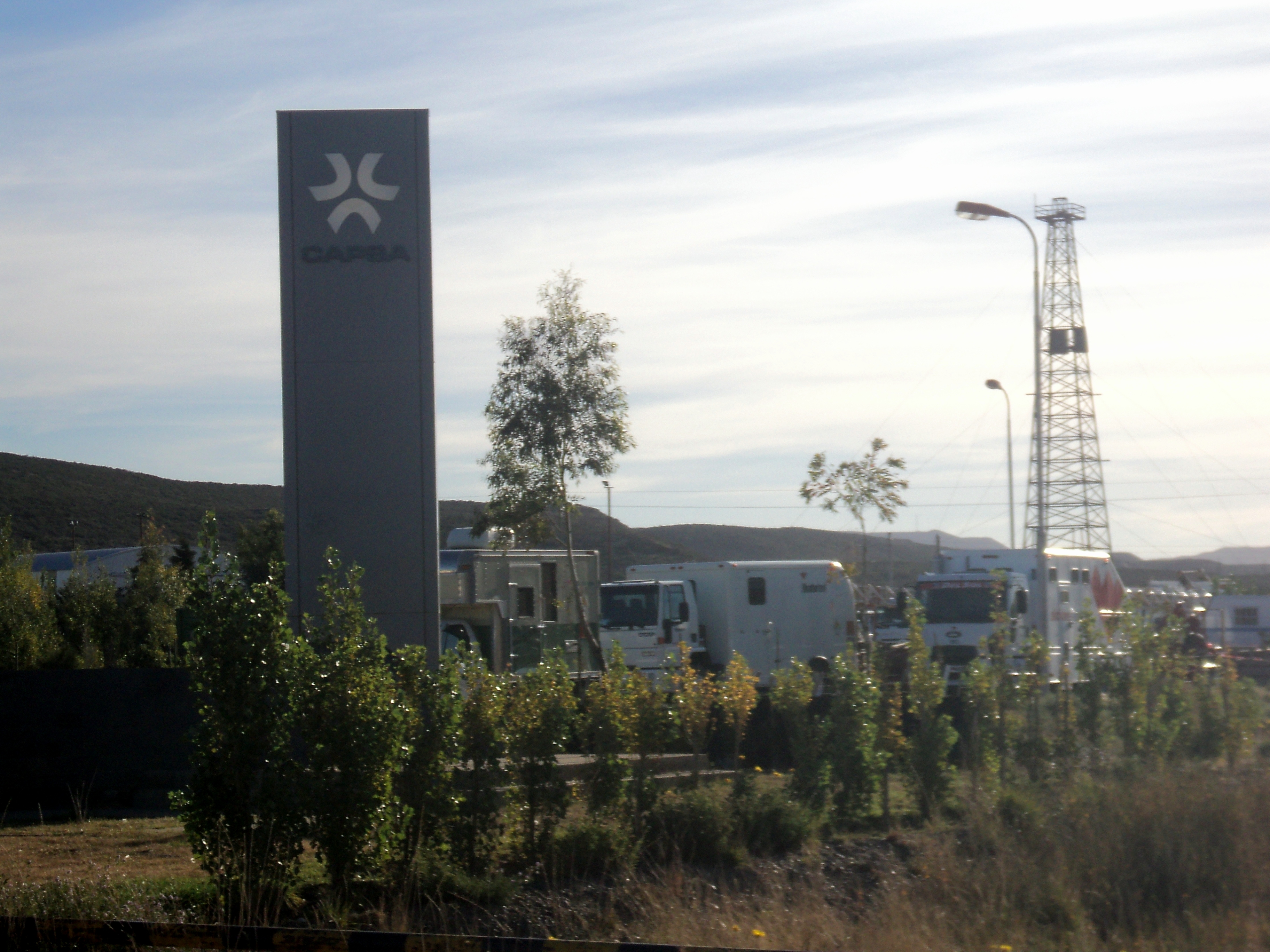
Vista general de la petrolera en su base de operaciones